# Établissements J. Lelièvre
Établissements J. Lelièvre war ein französischer Hersteller von Automobilen.

## Unternehmensgeschichte
Das Unternehmen aus Saint-Pierre-de-Rivière nahe Foix begann 1980 unter Leitung von Jean Lelièvre mit der Produktion von Automobilen. Der Markenname lautete JL. Die Fahrzeuge waren sowohl fertig montiert als auch als Bausatz erhältlich. 1982 endete die Produktion.

## Fahrzeuge

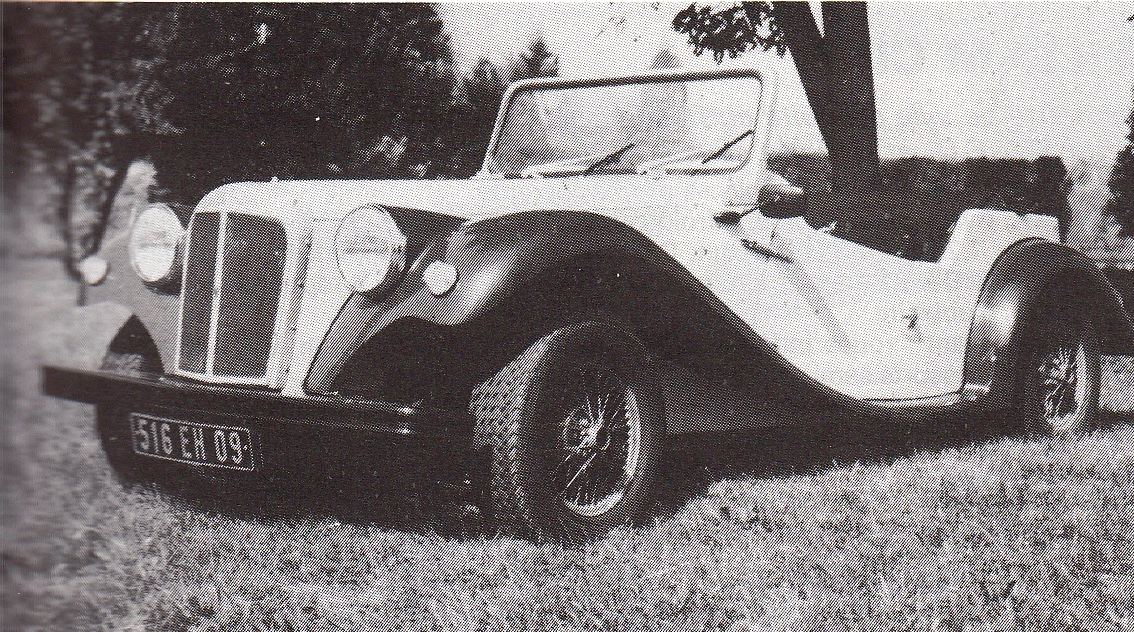
JL Roadster (1981)

Das einzige Modell war ein zweisitziger Roadster im Stile der 1950er Jahre, ähnlich dem MG TF. Der Plattformrahmen des VW Käfer bildete das Fahrgestell. Darauf wurde eine Karosserie aus Fiberglas montiert. Für den Antrieb sorgte ein luftgekühlter Vierzylinder-Boxermotor von VW, der im Heck montiert war. Zur Wahl standen Hubräume von 1200, 1300, 1500, 1600 und 1800 cm³. Im März 1981 kostete ein Kit 10.450 Französische Franc, das Verdeck zusätzlich 1.815 Franc. Komplettfahrzeuge kosteten zwischen 45.382 Franc mit dem 1300er Motor und 51.501 Franc mit dem 1800er Motor.